# Linopteridius hirsutus
Linopteridius hirsutus är en skalbaggsart som beskrevs av Stefan von Breuning och Jean François Villiers 1958. Linopteridius hirsutus ingår i släktet Linopteridius och familjen långhorningar.
Artens utbredningsområde är Madagaskar. Inga underarter finns listade i Catalogue of Life.